# 大营街街道
大营街街道，是中华人民共和国云南省玉溪市红塔区下辖的一个乡镇级行政单位。

## 行政区划
大营街街道下辖以下地区：
大营街社区、杯湖社区、赵桅社区、常里社区、师旗社区、甸苴社区、郭井社区、赤马社区、龙潭社区和大密罗社区。